# Sulbactam
Sulbactam é um antibiótico da classe dos inibidores da betalactamase.

## Definição
O sulbactam é um agente inibidor da betalactamase cuja associação com diferentes antibióticos betalactâmicos (ampicilina, amoxicilina cefoperazona) permite o tratamento de infecções causadas por diferentes microrganismos Gram-positivos e Gram-negativos produtores da enzima hidrolítica e inativadora das aminopenicilinas. Tanto o sulbactam como o ácido clavulânico são inibidores suicidas, que se ligam às penicilinases ou betalactamases e as inativam, permitindo assim a recuperação da sensibilidade destas penicilinas de amplo espectro. Esta associação permite combater eficazmente diferentes tipos de bactérias gram-positivas ou gram-negativas, produtoras ou não de betalactamase.
Indicado para infecções em várias localizações (respiratórias, geniturinárias, pele e tecidos moles, gastrointestinais, cirúrgicas, obstétricas) causadas por microrganismos Gram-positivos e Gram-negativos.

## Fórmula química
C8H10NNaO5S

## Propriedades químicas
- Peso molecular - 255,2

## Propriedades físicas
- Aspecto - pó cristalino branco ou quase branco e higroscópico
- solubilidade
  - facilmente solúvel nos ácidos diluídos.
  - ligeiramente solúvel no acetato de etilo
  - muito pouco solúvel no etanol a 96%
  - facilmente solúvel na água